# Luis Martínez Villicaña
Luis Martínez Villicaña (* 1. April 1939 in Uruapan, Michoacán; † 2. März 2011 in Houston, Texas) war ein mexikanischer Politiker des Partido Revolucionario Institucional (PRI), der unter anderem 1982 bis 1986 Minister für Agrarreform (Secretario de la Reforma Agraria) sowie von 1986 bis 1988 Gouverneur des Bundesstaates Michoacán war.

## Leben

### Studium, Wirtschaftsmanager und Minister für Agrarreform
Luis Martínez Villicaña begann nach dem Schulbesuch 1956 ein Studium der Agrarwissenschaften an der Landwirtschaftlichen Fakultät der Nationalen Autonomen Universität von Mexiko (UNAM), welches er 1962 als Agraringenieur abschloss. Ein postgraduales Studium im Fach Statistische Methodik an der Universidad Autónoma Chapingo (UACh) beendete er 1973. Er war als Chief Operating Officer (COO) des Treuhandfonds für die ländliche Entwicklung FIRA (Fideicomisos Instituidos en Relación con la Agricultura) tätig, eine Entwicklungsbank, die in den Sektoren Landwirtschaft, Viehzucht, Fischerei, Forstwirtschaft und Agrarindustrie Kredite und Garantien, Ausbildung, technische Hilfe und Unterstützung beim Technologietransfer anbietet. Er war ferner als COO der Banco Nacional de México, eines der größten Kreditunternehmen Mexikos, sowie stellvertretender Direktor des Düngemittelherstellers Guanos y Fertilizantes de México.
Am 1. Dezember 1982 wurde Martínez Villicaña als Minister für Agrarreform (Secretario de la Reforma Agraria) in das Kabinett von Präsident Miguel de la Madrid Hurtado berufen und bekleidete dieses Ministeramt bis September 1986, woraufhin Rafael Rodríguez Barrera seine Nachfolge antrat. Als Minister geriet er durch ein Interview, das der Journalist Carlos Marín 1985 für die Zeitschrift Proceso geführt hatte, in die Kritik, nachdem er dort erklärte, Mexiko sei kein für die Landwirtschaft geeignetes Land.

### Gouverneur von Michoacán und Generaldirektor staatlicher Unternehmen
Als Nachfolger von Cuauhtémoc Cárdenas Solórzano wurde Martínez Villicaña nach seinem Ausscheiden aus der Regierung am 15. September 1986 Gouverneur des Bundesstaates Michoacán und bekleidete dieses Amt bis zum 3. Dezember 1988. Sein Nachfolger wurde daraufhin der frühere Abgeordnete Genovevo Figueroa Zamudio. Während seiner Amtszeit als Gouverneur von Michoacán wurden die Staudämme Chilatan und Las Trojes gebaut, die die bewässerte Fläche von Michoacán um 65.000 Hektar erweiterten und den Bundesstaat zum zweitgrößten Exporteur von Obst und Gemüse des Landes nach Sinaloa machten. Auf die gleiche Weise wurden mehr als 250.000 Hektar Grasland angelegt, wodurch der Bestand an Rindern in Michoacán um etwa 30 Prozent vergrößert und mehr als 150.000 Hektar der Wälder aufgeforstet werden konnten. Das Autobahnprogramm seiner Regierung umfasste 326 Projekte, darunter die Autobahn Mexico Morelia und Salamanca-Lázaro Cárdenas. In diese Achse wurde die Autobahn Atlacomulco-Maravatío einbezogen, die das erste Autobahnprojekt auf nationaler Ebene war, an dem sich private Initiativen als Investor und Konzessionär beteiligten.
Im Anschluss übernahm Luis Martínez Villicaña am 3. Dezember 1988 das Amt als Generaldirektor der zum Ministerium für Kommunikation und Transport (Secretaría de Comunicaciones y Transportes) gehörenden Caminos y Puentes Federales de Ingresos y Servicios Conexos (CAPUFE), eine dezentrale öffentliche Einrichtung der mexikanischen Bundesregierung mit eigener Rechtspersönlichkeit und eigenem Vermögen, die Bundesstraßen und -brücken betreibt und größere und kleinere Instandhaltungsarbeiten durchführt. Er blieb bis 1993 Generaldirektor von CAPUFE, und während seiner Amtszeit modernisierte er die Verwaltung der Organisation, richtete Kontrollen für die Überwachung der Mautzahlungstationen ein, was zu einer Einnahmensteigerung im ersten Jahr um mehr als 135 Prozent führte. Des Weiteren leitete er Modernisierungen und Verbesserungen öffentlicher Dienstleistungen ein, wofür er den Preis „Programa Nacional de Calidad Tota“ erhielt. In seiner Amtszeit begann auch der Bau der dritten Fahrstreifen in den Bergabschnitten auf den verkehrsreichsten Autobahnen: México Querétaro, México Puebla und México Cuernavaca. Daraufhin wurde er 1993 als Director General de Aeropuertos y Servicios Auxiliares (ASA) Generaldirektor für Flughäfen und angeschlossene Dienstleistungen im Ministerium für Kommunikation und Transport. Als solcher initiierte er den Umbau des Flughafens Mexiko-Stadt („Benito Juárez“-Aeropuerto Internacional de la Ciudad de México) sowie der Infrastruktur auf dem Flughafen Toluca ein und begann mit der Dekonzentration der privaten Luftfahrt auf diesem Flughafen.
Luis Martínez Villicaña verstarb an den Folgen einer Krebserkrankung.